# Estesícoro
Estesícoro (em grego: Στησίχορος, transl. Stēsíkhoros, trad. "aquele que dirige o coro", c. 640-556 a.C.) foi um poeta lírico grego originário da Magna Grécia. Seu nome original parece ter sido Tísias, mas ficara conhecido por Estesícoro. Apesar de integrar o cânone dos nove poetas líricos arcaicos, hoje pouco sabemos acerca da vida e obra de Estesícoro. A sua vasta obra foi reunida em 26 volumes pelos Alexandrinos (c. século III ou II a.C.). No entanto, até meados do século XX, apenas eram conhecidos pequenos comentários dos antigos e algumas citações dos poemas de Estesícoro. De 1957 até 1990 foram publicados (por Oxford e Lille) os fragmentos de pelo menos 7 poemas a que se juntam outros 7 que nos chegaram por tradição secundária (testemunhos antigos) que nos permitem hoje apreciar a criatividade narrativa e formal do poeta. Na verdade, nos últimos anos temos vindo a assistir a profícua revisitação da obra de Estesícoro, abrindo caminhos a novas abordagens.

## Biografia
Estesícoro é associado à cidade de Hímera, na Sicília, por diversas fontes antigas. Se não tiver nascido em Himera, ao menos teria morado e, portanto, o motivo de ficar conhecido como de Himera. No entanto, as fontes são pouco unânimes quanto à cidade natal do poeta. Se umas mantém Hímera como berço de Estesícoro, outras atribuem ao poeta outras origens, como a cidade de Metauros, ou Lócris Epicefíria, ambas no sul da Itália (Magna Grécia).

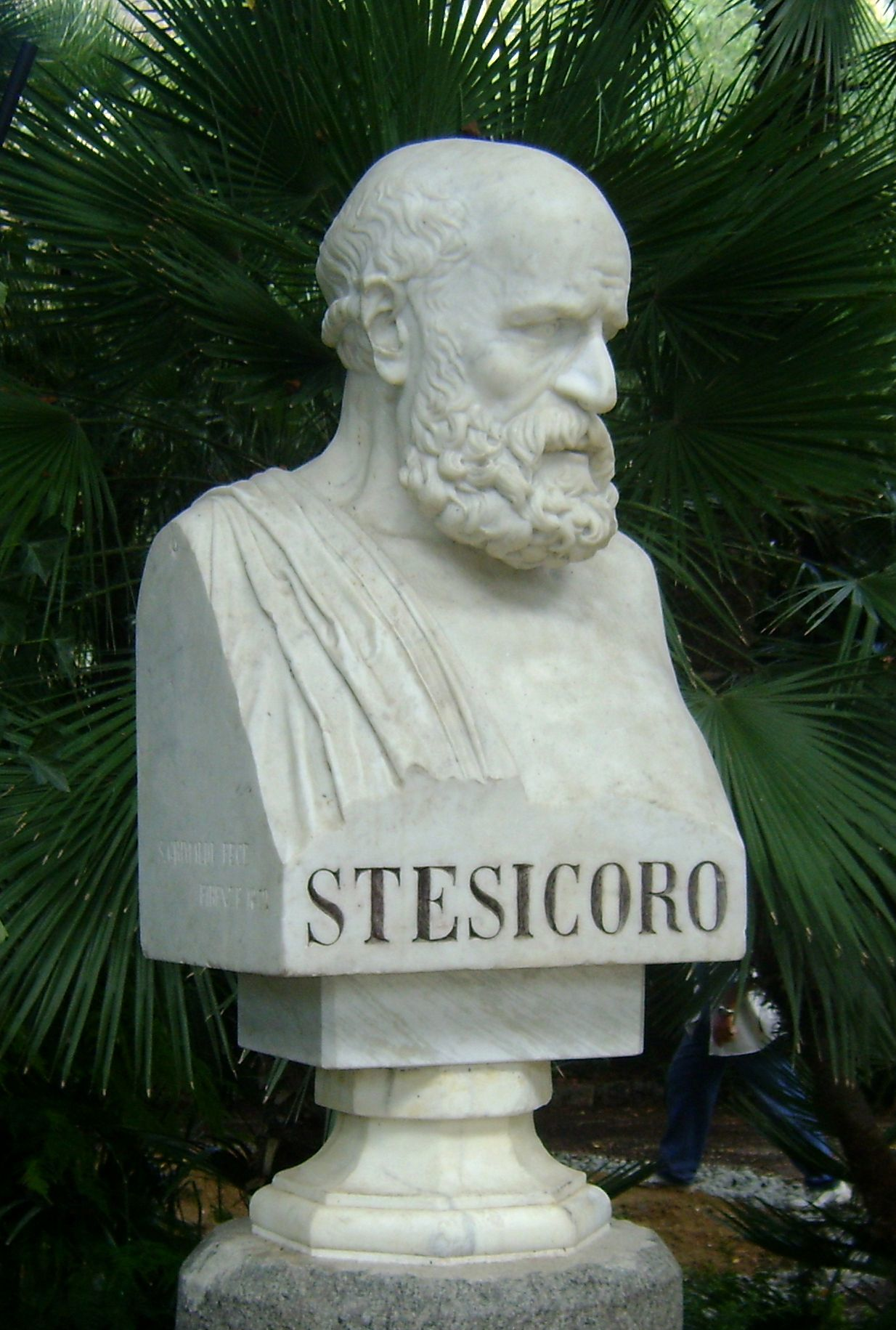
Busto de Estesícoro. Jardim de Bellini, Catânia, Itália

Segundo a Suda, ele foi o criador dos corais em que o canto era acompanhado pela Lira. Isto é fortemente indicado pelo seu apelido (Estesícoro não é comprovadamente seu nome) vir de stesai, um coro de cantores para cítara. Mas ainda que seja incluído entre os poetas líricos, na escala e no tratamento seus poemas encontram-se mais próximos dos épicos de Homero do que das outras obras líricas. Exemplo disso é o poema "Gerioneida", que narra, detalhadamente, a morte de Gerião às mãos de Héracles.
Se na forma Estesícoro parecia ter nos épicos homéricos um modelo a ser imitado (como o demonstram vários fragmentos de sua produção poética), ele não relutava em contrariar a narrativa do autor da Ilíada sobre a Guerra de Troia. Em seu poema mais famoso, "Palinódia", insiste que Helena foi para o Egito e somente seu fantasma esteve em Troia, revitalizando uma antiga lenda bem aceita em vários pontos do mundo helênico.
Os musicólogos também atribuem a Estesícoro a adaptação do nomo aulódico "Harmateios", talvez condizente com sua métrica dactílica. São atríbuidos comumente 26 livros escritos por Estesícoro. Contudo, de acordo com a Suda, com razoável fundamentação, o número é exagerado e que o poeta deve ter escrito 26 longos poemas.